# Mama Cax
Cacsmy Brutus,  kallad Mama Cax, född 20 november 1989 i New York, död 16 december 2019 i London, var en haitisk-amerikansk modell och aktivist för rättigheter för personer med funktionsnedsättning.
Hon hade amputerat höger ben. 

## Biografi
Cax föddes i New York men växte upp på Haiti. Vid 14 års ålder diagnostiserade hon med osteosarkom och lungcancer. Två år senare fick hon en höftprotes men efter en period behövde höger ben amputeras. Hon berättade att det tog tre år för henne att återfå sitt självförtroende och att hon gömde sin protes de första åren. Mama Cax hade en kandidatexamen och en magisterexamen i internationella relationer.
Den 15 september 2016 blev Cax inbjuden att delta i en modeshow i Vita huset med Barack och Michelle Obama som värdar. Hon arbetade då vid borgmästarens kontor i New York samtidigt som hon avslutade sina studier .
2017 skrev hon kontrakt med modellbyrån Jag Models. I september 2018 gick hon modell under New York Fashion Week och visade en baddräkt av designern Becca McCharen, grundaren av varumärket Chromat som arbetar för inkludering i modevärlden. Samma månad var hon på omslaget till Teen Vogue magazine med Jillian Mercado och Chelsea Werner. 
Cax var ansiktet utåt för varumärket Olays solskyddskampanj 2019.  Hon gick även modell under Rihannas Fence Beauty Show och arbetade för ASOS och Tommy Hilfiger. Cox bloggade och skrev på Instagram om kroppspositivism och den svåra situationen för personer med funktionsnedsättning.  Mama Cax är också värd för konferenser om kroppspositivism. 
I början av december 2019 lades hon in på sjukhus i London då hon drabbats av buksmärtor och flera blodproppar i benet, låret och buken. Den 20 december 2019 meddelade hennes familj på Instagram att Mama Cox dött den 16 december, 30 år gammal.